# 九七式手榴彈
九七式手榴彈（きゅうななしきてりゅうだん）是日本帝國陸軍與日本帝國海軍海軍特別陸戰隊在第二次中日戰爭及第二次世界大戰中使用的標準破片手榴彈。

## 歷史與發展
九七式手榴彈開發自較早期的九一式手榴彈；九一式亦可用作破片手榴彈，但主要被用做十年式及八九式擲彈筒的彈藥。因此，它的爆炸力較小，而且比起一個專門的手擲手榴彈有著更長的引信延遲。為了解決這些問題，陸軍技術局在1937年開發了新設計。
日本陸軍於大正10年（1921年）開始使用手榴彈。而日軍手榴彈最大的特色就是採用其它國家之手榴彈不同的敲擊引信，但這也造成了日軍手榴彈有著使用麻煩，無法調整爆炸時間的缺點。九七式手榴彈於1937年制式化，到太平洋戰爭結束為止，都是日軍的主力手榴彈。對重視步兵突擊戰術的日軍來說，手榴彈是一種非常重要的武器。在發起衝鋒前，所有士兵會一起投擲手榴彈，並於手榴彈爆炸的同時發起衝鋒。此型手榴彈為九一式的變型，取消了用於擲彈筒發射的推進藥柱體，主要用於步兵手擲，也可以用槍上擲彈器發射，不過這種手榴彈用槍上擲彈器發射，射程並不遠，一般只用於手擲。

## 引信组成
九七式手榴弹的引信由发火组件和延期药管两大部件组成，引信的组成部件包括击针、保险销和火帽组成，延期信管是在铜管内装上延期火药制成，平时击针和延期信管由保险销隔离。使用时，拔除保险销，将弹体在硬物上用力撞击一下，使击针击发火帽点燃延期信管，然后投出。这种手榴弹的安全性不高，很容易出现早炸。

## 設計
九七式與當時大多數的殺傷手榴彈使用相同的原理：一個有凹溝的，在爆炸時會散出尖銳破片的「鳳梨形」分段彈身。操作時先旋下擊針，使其突出敲擊器的基部。之後再拉動安全插梢繫上的繩以拔出插梢；此時包覆敲擊器的安全蓋將被移除。最後再用力將手榴彈敲擊在例如石頭或頭盔等堅硬表面以壓縮固定用的彈簧並壓迫一個薄黃銅蓋，使擊針擊中雷管並啟動延遲裝置以利投向目標。不過，與同時期盟軍所使用的手榴彈相比，九七式的爆炸力較弱，而且由於缺乏自動點燃機制，實戰中此榴彈由於引信不精確，使用上是不可靠甚至是危險的。
外觀上，九七式與九一式幾乎一模一樣，差別只在於基座沒有可接上推進劑罐的連接器。手榴彈上黏貼蓋了日期章的紙標籤，以對於較短的4-5秒延遲提出警告。

## 戰鬥紀錄
九七式手榴彈被當作標準配備，發給日本步兵在第二次中日戰爭以及第二次世界大戰的各個戰役中使用。

## 流行文化

### 電子遊戲
- 2022年《應徵入伍》：作為日軍手榴彈使用。

## 另外參見
- 米爾斯炸彈
- Mk. 2殺傷手榴彈

## 引述資料
- US Department of War. . Louisiana State University Press. 1994 reprint. ISBN 0807120138.
- Rottman, Gordon L. . Osprey Publishing. 2005. ISBN 1841768189.
- Departments of the Army and the Air Force. . 1953. ASIN B000H7NCDS.

## 外部連結
- 九七式手榴彈照片（页面存档备份，存于）
- 內部結構細節（页面存档备份，存于）
- Taki的日本帝國陸軍頁面（页面存档备份，存于）
- 美軍技術手冊 E 30-480（页面存档备份，存于）

## 註記
1. ↑   （页面存档备份，存于） Taki的日本帝國陸軍頁面
2. ↑   （页面存档备份，存于） 第二次世界大戰日軍彈藥
3. ↑  Rottman, Japanese Infantryman 1937-1945
4. ↑   （页面存档备份，存于） 內部結構細節
5. ↑   Rottman, Japanese Infantryman 1937-1945